# Moronene
Moronene ist eine im Bezirk Bombana in Südostsulawesi gesprochene Sprache. Sie gehört zu den malayo-polynesischen Sprachen innerhalb der austronesischen Sprachen.